# Nisshin Maru
Die Nisshin Maru (japanisch 日新丸) ist ein Fabrikschiff zur Verarbeitung von Walfleisch und mit etwa 129 Metern Länge das Flaggschiff der japanischen Walfangflotte. Auf dem Schiff werden die getöteten Wale zerlegt und tiefgefroren. Jährlich sind gemeinsam mit der Nisshin Maru eine unterschiedliche Anzahl von Schiffen in der Antarktis im Einsatz: Späherschiffe, drei Walfänger und ein Sicherungsschiff, um sich gegen Walfanggegner zu schützen. Dazu kommt ein Versorgungsschiff.

## Baugeschichte
Die Nisshin Maru, ein Hecktrawler, wurde 1986/1987 von Hitachi Zōsen K.K. im Innoshima-Werk (Präfektur Hiroshima) für den Fischereikonzern Nihon Suisan K.K. (Nissui; engl. Nippon Suisan Kaisha Ltd.) als Chikuzen Maru (筑前丸) gebaut (Neupreis 7 Milliarden Yen/53,8 Millionen US-Dollar). Ursprünglich als Trawler für die Fischerei in der Ausschließlichen Wirtschaftszone der Vereinigten Staaten konzipiert, wurde sie nach drei Jahren für 1,55 Milliarden Yen (11,9 Millionen US-Dollar) nach Japan an Nissui verkauft und 1991 mit einem Kostenaufwand von 400 Millionen Yen (3,1 Millionen Dollar) für den Walfang umgebaut. Die Nisshin Maru hat laut der japanischen Schiffsklassifikationsgesellschaft Nippon Kaiji Kyōkai (ClassNK) keine Eisklasse.
Das Schiff wurde vom Institute of Cetacean Research (ICR; jap. Nihon Geirui Kenkyūjo (日本鯨類研究所)) bei der Kyōdō Sempaku K.K. (共同船舶株式会社, dt. etwa: „Schiffskooperation“; früherer Name: Nihon Kyōdō Hogei K.K. (日本共同捕鯨株式会社, dt. etwa: „japanische Walfangkooperation“)) gechartert, Japans größtem Walfangschiff-Betreiber. Kyōdō Sempaku betreibt sieben der insgesamt acht japanischen Walfangschiffe. An dem Unternehmen waren bis April 2006 fünf Großunternehmen beteiligt, angeführt vom Fischereiunternehmen Nissui und deren Tochtergesellschaften. Auf Druck von Umweltlobbyisten zogen sie ihre Beteiligungen jedoch zurück. Beteiligungen halten heute neben dem ICR noch diverse nichtprivate japanische Organisationen.
Die IMO-Nummer ist 8705292. Das Rufzeichen lautet JJCJ.

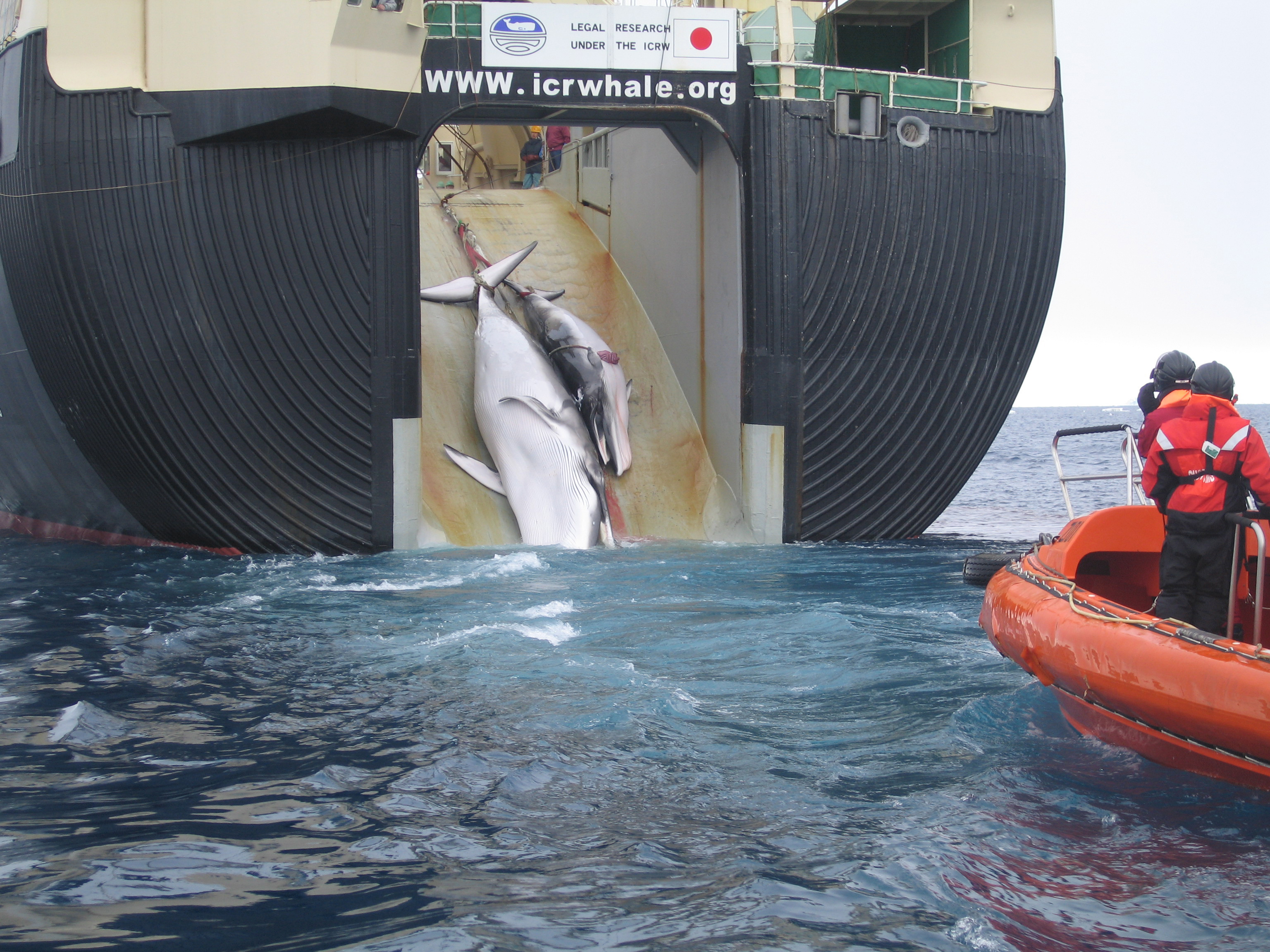
Getötete Zwergwale, darunter ein einjähriges Jungtier, werden an Bord der Nisshin Maru geladen. Dieses Foto aus antarktischen Gewässern wurde im Jahr 2008 von australischen Zollbeamten während eines verdeckten Einsatzes aufgenommen.

## Einsatz des Schiffes
Zu Beginn ihrer ersten Waljagd im Südpolarmeer, 1998, brach an Bord der Nisshin Maru ein Brand aus, im Februar 2007 wurde sie erneut durch einen Großbrand schwer beschädigt. Nach dem frühen Ende der Walfangsaison 2010/11 wurde die Nisshin Maru für Hilfstransporte in die vom Erdbeben und Tsunami zerstörten Gebieten eingesetzt.

### Film
Außerhalb von Fach- und Umweltkreisen bekannt wurde das Schiff erstmals 2005 durch den Experimentalfilm Drawing Restraint 9 von Matthew Barney, der auf der Nisshin Maru spielt. Barney arbeitete dort zum ersten Mal mit seiner Frau, der Sängerin Björk, zusammen, die den Soundtrack produzierte. Über das Schiff äußerte Barney:

„Ich wollte die Debatte um das Verbot [Anm.: des Walfangs] nicht zum Thema des Films machen. Das Schiff interessiert mich ausschließlich aufgrund seiner Architektur, als Plastik.“

### Konflikte mit Greenpeace
Greenpeace-Schiffe verfolgten mehrfach die japanische Walfangflotte. Im Dezember 1999 kollidierte die Nisshin Maru in der Antarktis mit der Arctic Sunrise. Die Schuldfrage blieb umstritten. Am 8. Januar 2006 kollidierte die Nisshin Maru erneut mit demselben Schiff, bei dem Zwischenfall wurde der Bug des Greenpeace-Schiffes eingedrückt. Greenpeace behauptete beide Male, die Besatzung der Nisshin Maru habe die Kollision absichtlich herbeigeführt, was diese jedoch jeweils bestritt und der Gegenseite die Schuld gab.
Über die Greenpeace-Aktivitäten zur Verhinderung des Walfangs wurde 2009 der Dokumentarfilm Jagdzeit – Den Walfängern auf der Spur gedreht.

### Konflikt mit Sea Shepherd
Am 10. Februar 2007 geriet die japanische Walfangflotte unter Führung der Nisshin Maru während einer Fahrt im Südpolarmeer vor der Antarktisküste in Konflikt mit den Schiffen Farley Mowat und Robert Hunter der Umweltorganisation Sea Shepherd unter Leitung ihres Gründers Paul Watson, einem der ersten Mitglieder von Greenpeace, mit dem Greenpeace jedoch nicht mehr zusammenarbeitet. Das Spähschiff Kaiko Maru kollidierte zweimal mit der Robert Hunter und riss deren Bordwand auf einem Meter Länge auf. Die Kaiko Maru wurde dabei ebenfalls beschädigt. Aktivisten dieser Organisation versprühten nach eigenen Angaben von einem Helikopter aus sechs Liter Buttersäure auf das Deck der Nisshin Maru, um ein Arbeiten dort zu verhindern, verschlossen eine Drainageöffnung des Schiffsdecks mit Metallplatten, so dass Walblut sich auf das Deck zurückstaute. Nach japanischen Angaben wurden durch den Buttersäureangriff zwei Besatzungsmitglieder leicht verletzt. Sea Shepherd beendete die Aktion am 14. Februar und verließ die Gegend aufgrund Treibstoffmangels.
Spätere Aktionen in den nachfolgenden Jahren werden unter anderem in der Dokumentation Whale Wars thematisiert.
Am 20. Februar 2013 kollidierte das Schiff mit der Steve Irwin, der Sam Simon, der Bob Barker und mehrfach mit der eigenen Sun Laurel, einem südkoreanischen Produktentanker. Die Bob Barker erlitt dabei Schäden und wäre fast gekentert, sodass sie einen Notruf absetzte. Auf der Sun Laurel wurde das Freifallrettungsboot schwer beschädigt, das Schiff wurde daher anschließend von der Sam Simon aus der Antarktis begleitet.

### Brand und Havarie
Am 15. Februar 2007 geriet das Schiff in die Schlagzeilen, als an Bord ein Großfeuer ausbrach, bei dem ein Besatzungsmitglied ums Leben kam und das Schiff havarierte. Der Brand war im Fabrikbereich ausgebrochen und griff dann auf den Maschinenraum über. Das Feuer wurde nach Auffassung der für das betreffende Seegebiet zuständigen neuseeländischen Behörden aber nicht durch die Angriffe der militanten Walschützer ausgelöst. An Bord befanden sich zum Unglückszeitpunkt 126 Besatzungsmitglieder. 
Das Schiff hatte etwa 1000 Tonnen Öl (500.000 Liter Schweröl und weitere 800.000 Liter Heizöl) als Treibstoff und große Mengen umweltschädlicher Chemikalien zur Walfleischverarbeitung an Bord, sowie bereits eine erhebliche Menge Walfleisch. Durch Löschwasser bekam die Nisshin Maru zeitweise starke Schlagseite. Daher befürchteten die neuseeländischen Behörden, die in diesem Gebiet für die Seenotrettung zuständig sind, das beschädigte Schiff könne eine Umweltkatastrophe in der Antarktis auslösen, zumal etwa 100 Seemeilen von der Unglücksstelle entfernt, beim Kap Adare im Bereich des Ross-Meeres, eine der weltweit größten Kolonien von Adeliepinguinen lebt. Ein Hilfsangebot des zum Unglückszeitpunkt etwa 24 Stunden entfernten und als erstes Fremdschiff zu Hilfe geeilten Greenpeace-Schiffes Esperanza, das die Nisshin Maru aus der Antarktis schleppen wollte, wurde auf Anweisung der japanischen Fischereibehörde jedoch strikt abgelehnt. Die den Walfang ablehnende Regierung von Neuseeland forderte wiederholt, das Schiff abzuschleppen, konnte dies jedoch nach eigenen Angaben nicht durchsetzen, da das betreffende antarktische Seegebiet zwar von der Internationalen Walfangkommission 1994 zu einem Walschutzgebiet (Southern Ocean Whale Sanctuary) erklärt worden war, der Fang jedoch nach Auffassung der japanischen Regierung zu Forschungszwecken erfolgt, was aufgrund einer Ausnahmeregelung erlaubt sei. Zudem ist das Gebiet internationales Gewässer. 
Nach fast zwei Wochen Reparaturarbeiten konnte das Schiff Ende Februar seinen Standort doch aus eigener Kraft verlassen, die Walfangsaison 2007, die eigentlich bis Mitte/Ende März dauern sollte, musste jedoch vorzeitig beendet werden, weil die Nisshin Maru das einzige Schiff der Flotte war, das die Wale direkt an Bord verarbeiten kann und einige der Schiffs- und Walverarbeitungseinrichtungen durch das Feuer so schwer beschädigt wurden, dass sie nicht vor Ort repariert werden konnten.

### Zukunft
Nach Einschätzung der Artenschutzorganisation Pro Wildlife ist einer der Gründe für die Ankündigung Japans, nur noch innerhalb seiner 200-Meilen-Zone Walfang zu betreiben, dass die Nisshin Maru inzwischen zu marode sei, um weiterhin in der rauen See der Antarktis bestehen zu können und ein Neubau angesichts des sinkenden Interesses an Walfleisch in Japan sich nicht mehr lohnen würde. Die Firma Kyodo Senpaku Co., die mit 170 Mitarbeitern Japans Fangflotte betreibt, überlegt, die Fangflotte durch ein neues Verarbeitungsschiff, das ab 2024 einsatzbereit sein soll, zukunftsfähig zu machen.